# Radek Kobiałko
Radek Kobiałko, właściwie Radosław Kazimierz Kobiałko (ur. 3 grudnia 1969) – polski producent filmowy i muzyczny, reżyser oraz scenarzysta programów telewizyjnych, założyciel i prezes firmy medialnej Fabryka nr 1 Sp.z o.o.

## Kariera
W 1989 roku współtworzył jeden z pierwszych niezależnych tygodników, a w 1992 jedną z pierwszych prywatnych rozgłośni radiowych–Radio O’le, której był szefem programowym. W tym czasie przygotowywał i obronił w Krajowej Radzie Radiofonii i Telewizji wniosek koncesyjny dla tego radia, a także doradzał w tym zakresie kilku rozgłośniom. W latach 1994–95 był jednym z producentów Krajowego Festiwalu Polskiej Piosenki w Opolu. W czasie powstawania pierwszych polskich komercyjnych stacji telewizyjnych, współpracował z największymi – Polsat, TVN i RTL 7, najpierw jako niezależny dziennikarz, a potem jako zewnętrzny producent.
Do samego Polsatu wyprodukował kilkadziesiąt felietonów do programów typu Kurier TV, Zoom na miasto i inne. W tym czasie wciąż zajmował się też produkcją koncertów i widowisk.

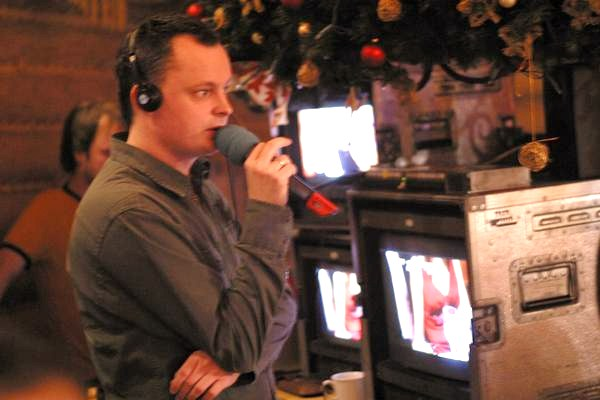
Kobiałko podczas pracy w 2006 roku

W 2001 na zlecenie Bogusława Chraboty, dyrektora programowego telewizji Polsat, przygotował analizę programu stacji wraz z propozycjami sposobów kreowania nowych sztandarowych jej programów, takich jak program muzyczny Idol i reality show Bar. Był pomysłodawcą i współtwórcą największych sukcesów tego programu. Dziesiątkę najlepiej oglądanych odcinków wszystkich edycji programu wypełniają wymyślone przez niego wydarzenia: od pierwszego ślubu w programie reality show na świecie poprzez blisko sto koncertów, w tym takich wykonawców, jak m.in. Zucchero, Paul Young, Chris de Burgh, Matt Bianco, Basia Trzetrzelewska, The Rasmus, Garou, a także jedynego w Polsce występu duetu T.A.T.u. i jedynego po rozstaniu koncertu duetu Modern Talking. Oprócz tego, podczas realizacji programu wprowadził też nowe technologie w Polsce, tj. dzwonki, tapety, gry java czy interaktywne sondy na telefony komórkowe.
Na przełomie 2004 i 2005 roku, wspólnie z Maciejem Pawlickim, wyprodukował wieczór sylwestrowy dla TVP1. Koncert dał początek cyklicznego widowiska muzycznego–Stratosfera. W programie wprowadził pierwszy raz w TVP sprzedaż dzwonków muzycznych na komórki za pośrednictwem SMS. Był też producentem i scenarzystą festiwalu Jedynka w Sopocie.
W 2007 roku był producentem kreatywnym wyborów Miss World oraz jedynym w historii jurorem z Polski. W 2008 roku współtworzył koncepcję prezentacji polskiej na Expo 2008 w Saragossie, był też producentem, reżyserem i scenarzystą dnia polskiego w trakcie tego wydarzenia. Polska prezentacja została wybrana trzecią najlepszą spośród blisko stu krajów.
Reżyserował program Pytanie na śniadanie: Weekend i teleturniej Dzieciaki górą! TVP2, przygotowywał też m.in. wprowadzenie w Polsce cyklu nagród Mobile Music Awards oraz Mobile Awards.
W 2010 roku zrealizował m.in. film promocyjny z okazji 10 lecia PARP i kampanię internetową marki Pilot. Wcześniej realizował też imprezy i reklamy m.in. dla takich marek, jak Dolce & Gabbana czy Police.

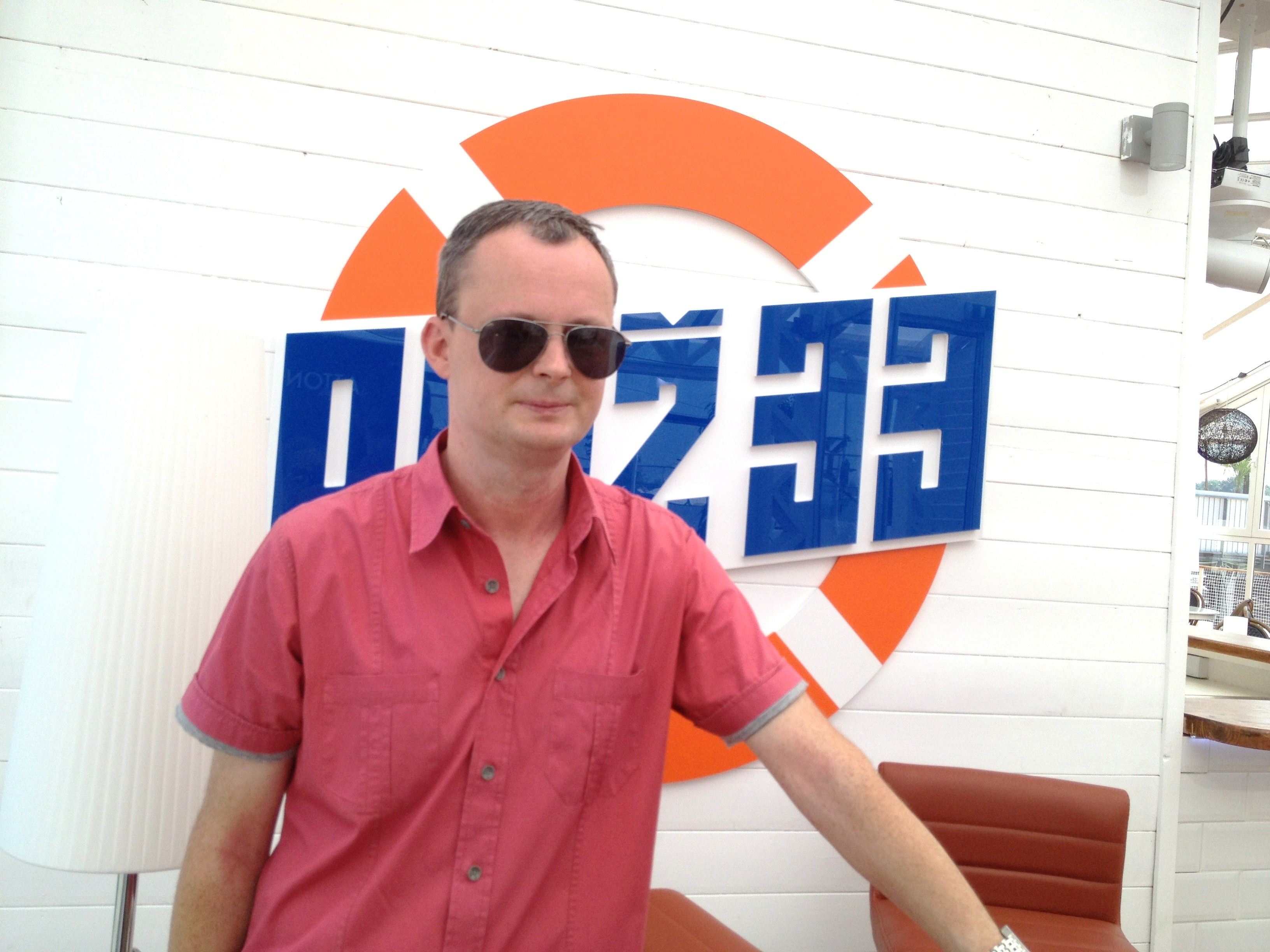
Na planie reality show Pláž 33 w Bratysławie w czerwcu 2012

Jest założycielem i prezesem Fabryki nr 1 Sp. z o.o. będącej beneficjentem programu 8.1 Innowacyjna Gospodarka i realizującej projekt przewodników multimedialnych w pięciu wersjach językowych dedykowanych na telefony komórkowe, ipady i inne tablety oparte na systemie Android.
Stworzył kilka najpopularniejszych kanałów na YouTube w tym „freetvpl” czy „kartony4FunTV”, który oparty był na umowie z 4 Fun Media S.A., na podstawie której Fabryka nr 1 Sp.zo.o. jest wyłącznym dystrybutorem kilku tysięcy filmów animowanych w internecie. W uznaniu sukcesów tego działu Fabryki nr 1 YouTube zaproponował spółce pierwszą w Polsce umowę, dzięki której stała się pierwszym polskim oficjalnym partnerem YouTube.
Od sierpnia 2013 współtworzy i wprowadza do kolejnych krajów platformę telewizyjną OZ.
W 2016 roku zorganizował eurowizyjny koncert eliminacyjny do 61. Konkursu Piosenki Eurowizji oraz trzy koncerty w ramach 53. Krajowego Festiwalu Piosenki Polskiej w Opolu.

## Producent programów telewizyjnych
- 2001-2002 – kilkadziesiąt felietonów dla Kurier TV i Zoom na miasto dla Polsat, TV4, RTL7
- 2002–2004 – producent koncertów w pięciu edycjach reality show Bar dla telewizji Polsat
- 2004-2005 – Sylwester z Jedynką dla TVP
- 2005 – cykl widowisk muzycznych Stratosfera dla TVP
- 2005 – scenarzysta i producent Festiwalu Jedynki w Sopocie dla TVP 1
- 2007 – producent kreatywny wyborów Miss World transmitowanych w TVP
- 2007 – producent i reżyser koncertu Machinery 2007–nagrody miesięcznika Machina dla TV4
- 2008 – producent, reżyser i scenarzysta Dnia Polskiego Expo 2008 w Saragossie
- 2010 – producent filmu promocyjnego z okazji 10–lecia PARP
- 2011 – producent konkursu i scenarzysta koncertu inaugurującego Europejski Stadion Kultury – Gramy Razem, który był transmitowany na żywo w TVP 1, Polskim Radiu, Narodowej Telewizji Ukrainy i Narodowym Radiu Ukrainy
- 2012 – niezależny kreatywny producent reality show Pláž 33 dla Telewizji Markíza w Bratysławie
- 2013 – producent kreatywny TV Puls

## Reżyser programów telewizyjnych
- 2006 – talk-show Polacy dla TVP
- 2007–2008 – Pytanie na śniadanie: Weekend dla TVP2
- 2007 – Pocztówka do Św. Mikołaja – widowisko artystyczne dla TVP 2
- 2008 – teleturniej Dzieciaki górą! dla TVP2
- 2008 – scenarzysta i reżyser dokumentu Warszawa 1944–Opole 2006 dla TVP2 i TVP Polonia
- 2009–2013 – scenarzysta i reżyser przewodników multimedialnych po miastach Europy
- 2016 – reżyser polskich eliminacji do 61. Konkursu Piosenki Eurowizji[2]
- 2016 – reżyser trzech koncertów podczas 53. Krajowego Festiwalu Piosenki Polskiej w Opolu: SuperPremiery, SuperJedynki i Scena Alternatywna[3][4]

## Życie prywatne
Jest mężem piosenkarki Małgorzaty „Margo” Gadzińskiej-Kobiałko.